# وایتمارش آیلند (جورجیا)
وایتمارش آیلند (به انگلیسی: Whitemarsh Island) یک منطقهٔ مسکونی در ایالات متحده آمریکا است که در شهرستان چاتهام، جورجیا واقع شده‌است. وایتمارش آیلند ۱۷٫۲ کیلومتر مربع مساحت و ۶٬۷۹۲ نفر جمعیت دارد و ۳٫۹۶ متر بالاتر از سطح دریا واقع شده‌است.